# Roberto Giorgetti
Roberto Giorgetti (ur. 4 listopada 1962 w San Marino), kapitan regent San Marino od 1 października 2006 do 1 kwietnia 2007, wspólnie z Antonio Carattonim. Jest członkiem Powszechnego Sojuszu Demokratów (Alleanza Popolare dei Democratici Sammarinesi per la Repubblica) i jednocześnie liderem tej partii.